# 戈登·麦卡奎因
戈登·麦卡奎因（英語：Gordon McQueen，1952年6月26日—2023年6月15日，苏格兰职业足球运动员，曾在圣米伦足球俱乐部、曼联俱乐部和苏格兰国家队担任中后卫。
麦卡奎因于1970年加入圣米伦，正式开启足球生涯，1972年，麦卡奎因被列斯聯足球會以30,000英镑买下，以代替杰克·查尔顿，其后在1973–74赛季发挥突出。在接下来的1975年欧洲冠军联赛赛季中，麦卡奎因为俱乐部踢进三球，但后来由于违规而被撤销了决赛环节的参赛资格。后来麦卡奎因转投列斯联的对手曼联俱乐部，并跟随后者赢得了1983年英格兰足总杯决赛。1985年，麦卡奎因为香港的精工體育會效力了一个赛季，其后宣布退休并转而从事教练。1980年代，麦卡奎因分别在艾迪爾人足球會和圣米伦担任了一段时间经理。

## 俱乐部时期
麦卡奎因的父亲汤姆是一名职业守门员，因此他一开始在学校的球队里也是负责守门，但后来选择了转向中后卫。麦卡奎因先是效力于艾尔郡青年球队希斯尔，后在18岁时被圣米伦签约，再后来又陆续被青年球队看中，最终于1972年赛季结束之际被列斯聯出资30,000英镑（相当于现时£420,000）买下，以取代年事渐高的杰克·查尔顿，而在麦卡奎因加入以后，查尔顿又参加了1972-73年度英格蘭足球賽季的部分比赛，最终在赛季末完全退役。在加入列斯聯后的第一个赛季中，麦卡奎因一共获得了6次上场机会，包括曾在欧洲优胜者杯1973赛季对阵AC米兰时担任替补，不过列斯联最终被米兰队击败。
麦卡奎因跟随列斯联参加了1973-74年度英格蘭足球賽季的大部分比赛，与搭档諾曼·亨特一起被列斯联用作首选中后卫组合。本赛季中，列斯联最终以自开场以后连续29场未曾落败的战绩成功拿下冠军。麦卡奎因在这次胜利中发挥了重大作用，其中他的头球技巧、6英尺3英寸（191）的体型优势以及博取胜利的态度尤为被称道。在接下来的赛季中，麦卡奎因和亨特的后卫组合再次交出不俗表现，其中又以在欧洲冠军联赛中的表现最为突出，麦卡奎因在本场比赛中一共踢进3球。然而在1975年欧洲冠军杯半决赛对阵巴塞罗那时，麦卡奎因因为挥拳击打对手而被罚红牌出场，并被禁止参加决赛，而列斯联最终也以0-2的比分败给拜仁慕尼黑。
1978年2月，麦卡奎因转到了列斯联的对手曼联俱乐部，交易金额为500,000（相当于现时3,100,000英镑）。这次跳槽使得麦卡奎因在列斯联非常不受欢迎，而他对此曾表示转队并非为了钱，而是因为觉得上一个球队“野心不足”。麦卡奎因在转队后曾表示“99%的球员都想为曼联踢球，剩下的那些也是在说谎话”，而在数周前，他还曾对足球杂志《Shoot》表示他希望整个职业生涯都在艾蘭路球場度过。1979年，麦卡奎因跟随曼联参加了英格兰足总杯，对阵阿森纳，并创下了曼联历史上首次在第86分钟时踢进两球的纪录，惟最终仍然以落败告终。
1983年，曼联在英格兰足总杯决赛的重赛中击败对手布莱顿，而麦卡奎因也由此获得了一枚足总杯冠军奖牌。该赛季早些时候，麦卡奎因参加了一场英格兰联赛杯决赛，但由于受伤以及曼联已经安排好唯一替补，他的位置被调整到了中锋，最终曼联败给了对手利物浦。1985年赛季末，由于膝盖伤情持久未能痊愈，麦卡奎因离开了老特拉福德球场。后来麦卡奎因加入了香港的精工體育會，并随球队参加了一个赛季的香港甲組聯賽后决定退役。

## 国际职业生涯
1973–74年度赛季末，麦卡奎因接受号召加入了苏格兰国家队，开始参加国际赛事，其中第一场面临的对手为比利时国家队。
麦卡奎因曾被推举前往参加1974年國際足協世界盃，但最终未有参加。不久以后，麦卡奎因成为了国家队的常规上场球员，此外亦曾担任过队长，并在1975年6月1日对阵罗马尼亚国家队的比赛中踢进第一粒国际赛进球，而本场比赛的最终结果为1–1平局。1977年，麦卡奎因的国家队生涯取得重大突破，先后在咸普頓公園球場对阵北爱尔兰代表队和在温布利球场对阵英格兰代表队的比赛中踢出进球，最终帮助苏格兰队成功夺得了1976–77年度英國本土四角錦標賽赛季冠军。次年，麦卡奎因又协助球队成功取得了1978年國際足協世界盃的参赛资格，正式比赛时将与安菲尔德球场对阵威尔斯代表队。虽然球队通过选举决定派麦卡奎因前往参加决赛，但由于伤痛原因，麦卡奎因最终未能上场。1981年，麦卡奎因为苏格兰队打了最后一场比赛，至此，他一共为苏格兰队出场了30次，踢进5粒进球。

## 退役后
麦卡奎因曾经在国外当过一段时间的教练，1987年至1989年间，麦卡奎因担任了艾迪爾人足球會的经理，其后他又加入圣米伦担任教练，是为其首次担任俱乐部教练。在老队友布莱恩·罗布森上任米德尔斯堡足球俱乐部经理后，麦卡奎因加入了该球队担任后备队教练，五年之后转向了前线队伍教练，并在该职位上干了两年。2001年6月，在罗布森被史提夫·麥卡倫接替并离开俱乐部后，麦卡奎因也选择了离开，其后加盟了天空體育台的《周六足球》节目。
2008年4月29日，麦卡奎因重返米德尔斯堡担任了一名助理球探，其搭档为戴维·米尔斯。

## 个人生活
在辞去米德尔斯堡教练后，麦卡奎因与妻子一同去到了北约克郡哈顿拉德比的一个村庄里居住。他和妻子育有两个女儿，其中哈莉后来成为了体育主播。
麦卡奎因曾表示支持工党，但总体对政治兴趣不大。
2011年，一名医生在观看天空体育台时发觉麦卡奎因的健康存在异样，到了10月，麦卡奎因被确诊出喉癌 ，并进入詹姆斯·库克大学医院接受治疗。2021年1月，麦卡奎因又被检查出血管性失智症，家人表示这有可能要归咎于他以前频繁使用及练习头球，并提醒年轻球员加以注意。2023年6月15日，麦卡奎因在家中因失智症并发症去世。

## 职业生涯数据
| 国家队 | 年份   | 出场 | 进球 |
| ------ | ------ | ---- | ---- |
| 苏格兰 | 1974年 | 2    | 0    |
| 苏格兰 | 1975年 | 7    | 1    |
| 苏格兰 | 1976年 | 2    | 0    |
| 苏格兰 | 1977年 | 6    | 2    |
| 苏格兰 | 1978年 | 6    | 1    |
| 苏格兰 | 1979年 | 6    | 1    |
| 苏格兰 | 1980年 | –    | –    |
| 苏格兰 | 1981年 | 1    | 0    |
| 合计   | 合计   | 30   | 5    |

得分和结果首先列出在苏格兰国家队的进球数，得分栏表示每个进球后的得分
| 序号 | 日期          | 赛场                         | 对手     | 得分 | 结果 | 赛事                          |
| ---- | ------------- | ---------------------------- | -------- | ---- | ---- | ----------------------------- |
| 1    | 1975年6月1日  | 布加勒斯特罗马尼亚国家体育場 | 羅馬尼亞 | 1–1  | 1–1  | 1976年欧洲足球锦标赛预选赛    |
| 2    | 1977年6月1日  | 格拉斯哥咸普頓公園球場       | 北爱尔兰 | 3–0  | 3–0  | 1976–77年度英國本土四角錦標賽 |
| 3    | 1977年6月4日  | 伦敦温布利球场               | 英格兰   | 1–0  | 2–1  | 1976–77年度英國本土四角錦標賽 |
| 4    | 1978年9月20日 | 维也纳恩斯特·哈佩尔球场      | 奥地利   | 1–3  | 2–3  | 1980年欧洲足球锦标赛预选赛    |
| 5    | 1979年6月7日  | 奥斯陆乌勒瓦尔球场           | 挪威     | 4–0  | 4–0  | 1980年欧洲足球锦标赛预选赛    |

## 荣誉
列斯联
- 英格兰足球联赛冠军：1973–74赛季
- 欧洲冠军联赛亚军：1974—75赛季
- 欧洲优胜者杯亚军：1972—73赛季

曼联
- 英格蘭足總盃冠军：1982—83赛季，亚军：1978—79赛季
- 英格蘭足球聯賽盃亚军：1982—83赛季
- 英格兰慈善盾

个人荣誉
- PFA年度最佳陣容：1974–75年一级荣誉 [34] 1977–78年一级荣誉[35]
- 列斯联年度球员：1974–75赛季、1976–77赛季[36]
- 蘇格蘭足球名人堂：2012年[32]